# Музей пожежної справи
Музей пожежної справи — музей у Києві присвячений розвитку пожежної техніки. Відкрився 26 січня 2004 року на території пожежної частини № 25, яка на момент відкриття наприкінці 1970-х була найбільшою в Європі.
У музеї показаний розвиток техніки пожежогасіння, представлені пожежні автомобілі та інші засоби, які використовувалися з XIX століття.

## Експозиція музею
Всі експонати музею є відреставрованими зразками пожежної техніки. Деякі з них є унікальними.
Найстарішим зразком пожежної техніки є вози, якими користувалися пожежники у XIX ст. На одному їхали пожежники з дрібною технікою, інші вози перевозили бочки з водою, рукави та ручні насоси. Також представлений на возі паровий котел, який рухав насос. Проте він міг працювати тільки через 15-20 хв, після підігріву котла. Тому його використовували при гасінні великих пожеж або важливих об'єктів.
Перший пожежний автомобіль з'явився в Києві у 1913 році на базі шасі автомобіля «Мерседес». Представлений на фотографіях.
Демонструються пожежна машина на базі шасі ЗІС-5, яка з'явилися в Києві у 1936 році. Також його модифікація 1940 року з розширеною кабіною для перевезення всіх пожежників.
Унікальним експонатом є пожежна машина ЗІС-150 для перевезення пожежних рукавів. Таких машин було випущено дві. Машина перевозила тільки пожежні рукави (до 100 штук). Спеціальний механізм дозволяв швидко розгорнути ці рукави на довжину до одного кілометра.
З Вінниці передана автодрабина на шасі ГАЗ-51, яка може досягати 17 метрів у висоту.
Музей також демонструє і дрібні експонати. Зокрема різні вогнегасники, каски різних епох, моделі пожежної техніки.
Відвідувачі музей можуть також побувати на тренувальній базі пожежної частини.